# Legio III Parthica

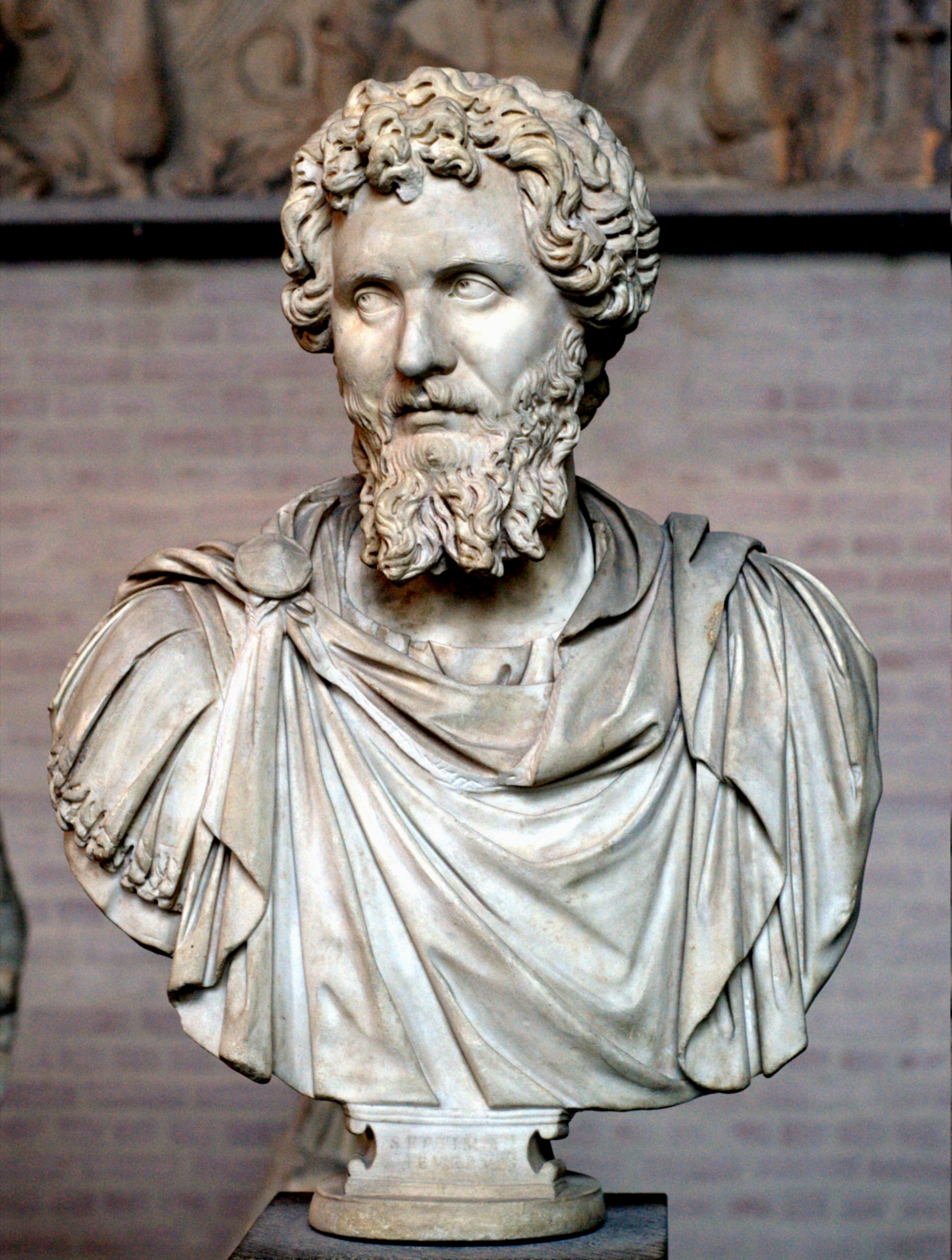
Buste de l’empereur Septime Sévère qui leva les trois légions dites Parthiques.

La Legio III Parthica fut créée en 197 par l’empereur Septime Sévère (r. 193-211) en même temps que les légions I et II Parthica en vue de sa guerre contre les Parthes .
Après cette guerre, la légion III demeura en Orient où elle reçut comme mission de garder la nouvelle province de Mésopotamie. Elle fut stationnée à Rhesaina pour protéger la route d’Édesse à Nisibe alors que la legio I Parthica était cantonnée au camp de Singara (aujourd’hui Sinjar en Irak) pour prévenir toute rébellion éventuelle à l’intérieur et pour protéger les provinces orientales contre toute nouvelle invasion des Parthes, puis de leurs successeurs, les Sassanides; la legio II pour sa part retourna en Italie pour servir d’armée de réserve et prévenir les coups d’État ou l’insubordination du Sénat à Rome. La présence de cette légion au Moyen-Orient est attestée jusqu’au début du Ve siècle. 
L’emblème de la légion était le Centaure,.

## Histoire de la légion

### Sous la dynastie des Sévères
Issu d’une famille de chevaliers et de sénateurs d’Afrique du Nord (Leptis Magna), Septime Sévère (r. 193-211) entra très jeune au Sénat et suivit la carrière habituelle du cursus honorum. Questeur en Sardaigne en 171, il obtint son premier poste de commandement militaire en 182/183 prenant charge de la legio IV Scythica, stationnée en Syrie. En 190, il est envoyé administrer la Pannonie avec le titre de consul. C’est là que les légions du Danube, apprenant l’assassinat de l’empereur Pertinax, l’acclamèrent empereur le 9 avril 193. Ayant reçu l’appui des légions du Rhin et de Germanie, il put marcher sur Rome et prendre de vitesse ses anciens collègues, Pescennius Niger, qui avait l’appui des légions d’Orient et Clodius Albinus qui avait celle des armées de Bretagne, d’Espagne et de Gaule.
Pescennius Niger ayant refusé de reconnaitre son élévation, Septime Sévère décida de se porter à sa rencontre car celui-ci représentait un double danger : militaire, car il disposait de neuf légions et diplomatique, car il avait l’appui des Parthes. Il réussit à éliminer son adversaire au printemps 194 et se tourna alors contre les Parthes établis en Mésopotamie (nord de l’Irak) sur le limes de l’Euphrate et leur enleva dans les mois suivants l’Osrhoène (nord-ouest de la Mésopotamie, capitale : Édesse) et l’Adiabène (capitale : Arbèles en Irak). 
Conscient des dangers que les menaces en Orient représentaient pour l’empire, Septime Sévère modifia le cantonnement des légions qui datait d’Auguste : en Orient, les légions passèrent de six à onze; sur le Danube de sept à douze; mais elles furent réduites de huit à quatre sur le Rhin. C’est dans ce contexte qu’il leva en 197 les légions I, II et III Parthica, avec lesquelles il envahit  la Mésopotamie durant le règne de Vologèse V de Parthie (191-208 ap. J.-C.), capturant la capitale Ctésiphon en octobre 197 ainsi que Séleucie déjà abandonnée. De ces trois légions, la légion III est celle dont on a le plus de difficulté à retracer les déplacements. 
Contrairement à la tradition, le commandement de ces trois légions fut confié non pas à un sénateur mais à un préfet de légion issu de l’ordre équestre, témoignage des relations difficiles entre Septime Sévère et le Sénat certes, mais aussi  de la volonté de l’empereur, militaire de carrière, de « professionnaliser » l’armée. Il est vraisemblable que les légionnaires provenaient de l’armée levée par Pescennius Niger.

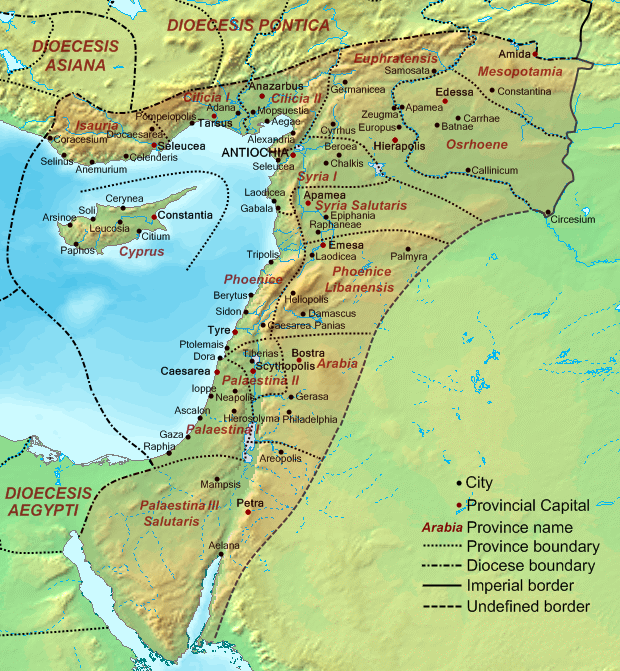
Les provinces romaines de Mésopotamie et d’Osroène vers 400.

À la suite de cette campagne, la Mésopotamie (nord de l’Iraq moderne) fut transformée en province. Contrairement aux autres provinces, normalement administrées par un sénateur, la Mésopotamie sera administrée par un gouverneur aux responsabilités tant civiles que militaires issu de l’ordre équestre. Les légions I et III demeurèrent dans la région : la légion I Parthica fut cantonnée au camp de Singara (aujourd’hui Sinja en Irak) au sud-ouest de Nisibe où elle demeura pour prévenir toute rébellion éventuelle à l’intérieur et pour la protéger de toute nouvelle invasion de l’extérieur ; la légion III fut stationnée à Rhesaina (syr : Ra’s al-‘.Ayn; turc : Ceylanpinar) sur la rivière Khabur (aujourd’hui en Turquie et en Syrie) où elle avait comme mission principale de surveiller la route menant d’Édesse (aujourd’hui Şanlı Urfa en Turquie), capitale de l’Osroène à Nisibe (aujourd’hui Nusaybin) sur la frontière et d’assurer accessoirement la protection de cet arrière-pays; quant à la légion II, elle retourna en Italie sur les contreforts des monts Albains, à quelques kilomètres de Rome dont elle assurera la loyauté. 
Après plusieurs campagnes fructueuses à partir de 213 contre les Alamans à la fois sur le Rhin et sur le Danube, Caracalla (r. 211-217) se tourna contre les Parthes lors d’une campagne (216-217) où il devait trouver la mort, campagne à laquelle la légion III prit sans doute part. La bataille de Nisibe, qui eut lieu en 217 entre Macrin, successeur de Caracalla, et le roi parthe Artaban V, mit fin à cette campagne, mais quelques années plus tard (224) l’empire parthe fut remplacé par celui des Sassanides et la guerre reprit avec Rome. Les Sassanides envahirent la Mésopotamie en 230 et pénètrent jusqu’en Cappadoce, installant un usurpateur comme « empereur » à Emesse.  L’empereur Sévère Alexandre (r. 222-235) contre-attaqua. Après de premiers succès, il décida de pousser son avantage et de poursuivre les Sassanides sur leur propre territoire, divisant son armée en trois colonnes : la première attaquant au nord par la Médie, la deuxième pénétrant en Perse par la Babylonie et la troisième commandée par l’empereur marchant entre les deux premières. Cette manœuvre échoua et en 233, il dut ordonner la retraite pour regagner le Rhin et combattre les Alamans, .

### Pendant l’ Anarchie militaire
En 241, le roi Shapur Ier, qui voulait reprendre aux Romains les provinces qu’ils avaient enlevées aux Parthes, envahit l’Osroène et avança jusqu’à Antioche. En 243, la Legio III Parthica, sous les ordres du préfet du prétoire Timesithus défit les Sassanides lors de la bataille de Rhesaina. À la suite de cette victoire les Romains purent reprendre les villes d'Hatra, de Nisibe et de Carrhes. C’est peut-être à cette occasion que la légion se vit attribuer le cognomen Pia comme en font foi des pièces de monnaie retrouvées près de là portant la légende L III PIA (litt : pieuse). Toutefois, il serait aussi possible qu’elles aient été frappées sous Trajan Dèce (r. 249-251) bien que celui-ci n’ait pas mené de campagne en Orient. Des pièces similaires retrouvées à Sidon indiquent que des vétérans de cette légion y furent par la suite établis.

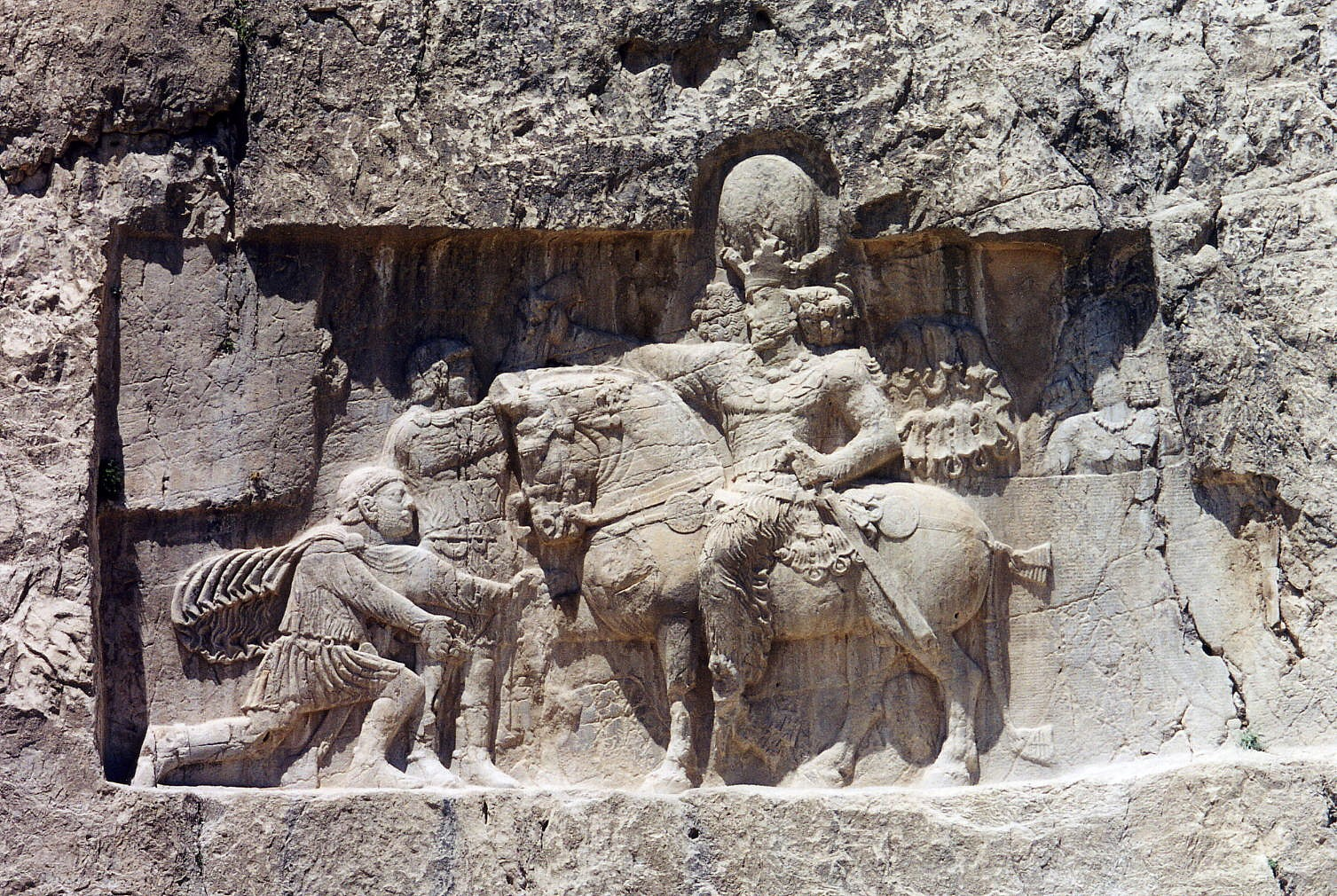
Triomphe de Shapur sur les empereurs Philippe l'Arabe et Valérien.

Après cette victoire, l’empereur Gordien III (r. 238-244) se dirigea vers la capitale Ctésiphon, mais mourut dans des circonstances obscures en octobre 243 lors de la bataille de Misiche . La fortune avait tourné et lorsque l’empereur Valérien (r. 253-260) voulut rétablir l’ordre en Irak, il fut défait et emmené en captivité en 259. Les Romains ne devaient reprendre pied que sous Odénat, gouverneur romain autoproclamé roi de Palmyre (261-267), puis sous Dioclétien (r. 284-305). En 298, un traité de paix fut signé par lequel les Perses abandonnaient les territoires conquis sur Rome dans le nord de la Mésopotamie. La Legio III Parthica dut jouer un rôle durant toutes ces campagnes, mais nous n’avons pratiquement aucune information sur ses déplacements.
Sous Dioclétien, la légion fut déplacée vers Apatna, au confluent de la rivière Khabur et de l’Euphrate.

### AuVesiècle
Selon la Notitia Dignitatum, recension rédigée vers 400, la légion était toujours stationnée au moment de la rédaction à Apatna. Elle dut être dissoute à une date inconnue au cours des deux siècles suivants.